# Leonid Kulik
Leonid Alekseievici Kulik (în rusă Леонид Алексеевич Кулик) (n. 19 august 1883, Tartu – d. 14 aprilie 1942) a fost un mineralog rus care s-a remarcat pentru cercetarea meteoriților.
S-a născut la Tartu (Estonia) și a studiat la Institutul Imperial de Silvicultură din Sankt Petersburg și la Universitatea din Kazan. A slujit în armata rusă în timpul Războiului Ruso-Japonez, apoi a petrecut ceva timp în închisoare pentru activități politice revoluționare. A slujit apoi în armata rusă în timpul Primului Război Mondial.
După război a devenit instructor, predând mineralogia la Tomsk. În 1920 i s-a oferit un loc de muncă la Muzeul de Mineralogie din orașul Sankt-Petersburg.
În 1927 a condus prima expediție de cercetare sovietică pentru a investiga evenimentul de la Tunguska, cel mai mare impact astronomic înregistrat în istorie, care a avut loc la 30 iunie 1908. El a făcut o călătorie de recunoaștere în zonă și a vorbit cu martorii locali. A înconjurat zona unde copacii au fost doborâți și s-a convins că aceștia erau culcați la pământ cu rădăcinile întoarse către centru. Totuși el nu a găsit niciun fragment de meteorit de pe urma impactului.
În timpul celui de-al Doilea Război Mondial a luptat din nou pentru țara sa, de data aceasta într-o miliție paramilitară. A fost capturat de Armata Germană și a murit de tifos într-un lagăr de prizonieri de război.

## Onoruri
- Asteroidul 2794 Kulik este numit după el.
- Craterul Kulik de pe Lună este numit în onoarea lui.